# Эмин Абасов
Эмин Расимович Абасов (Эмиль Абасов) (англ. Emin Abasov) — азербайджанский боец ММА и кикбоксер, представитель легчайшей весовой категории. Выступает на профессиональном уровне начиная с 2010 года, известен по участию в турнирах бойцовских организаций MMA, Glory, AMC Fight Nights Global и др. Финалист чемпионата Европы по MMA.

## Биография
Эмин Абасов родился 15.07.1989 году в деревне Кюрдмаши Исмаиллнского района республике Азербайджан.
С 5 лет начал участвовать в уличных кулачных боях. В 7 лет начал заниматься дзюдо. В 1999 году с родителями приехал в Россию и начал заниматься Ушу Санда. С 2000 по 2010 год он 5 лет подряд становился чемпионом Забайкальского края. Чемпион России по ушу санда, чемпионом Вооруженных сил России по рукопашному бою.
Финалист чемпионата Европы по ММА. Победителем всероссийских турниров по рукопашному бою и Кик-боксингу. Закончил Нижегородский государственный педагогический университет имени Козьмы Минина.

### Начало профессиональной карьеры
В 2010 году начал свой профессиональный путь в ММА и Муай Тай.
Известен по участию в турнирах бойцовских организаций ACB, WLF, Road Fighting Championship , ONE FC, MAX MUAY TAY, FIGHT NIGHTS, M-1 GLOBAL, WFCA, GLORY OF HEROES, TOP FC, TECH KREP и др.

## Статистика боёв
| Результат | Соперник                           | Способ               | Турнир                                     | Дата                  | Раунд | Время |
| --------- | ---------------------------------- | -------------------- | ------------------------------------------ | --------------------- | ----- | ----- |
| Поражение | Сергей Разин Россия                | Сабмишн              | MFT — Fedor Emelianenko Cup                | 22 мая 2011 года      | 2     | 3:15  |
| Победа    | Александр Шабердин Россия          | TKO                  | All-Russian Pankration Centre              | 17 июня 2011 года     | 1     |       |
| Поражение | Артур Герасимов Россия             | Решение              | All-Russian Pankration Centre              | 17 июня 2011 года     | 2     | 5:00  |
| Победа    | Никита Чистяков Россия             | Сабмишн              | ANMMA — Alexander Nevsky Cup 1             | 16 февраля 2012 года  | 1     | 1:44  |
| Поражение | Павел Витрук Россия                | Единогласное решение | ANMMA — Alexander Nevsky Cup 1             | 16 февраля 2012 года  | 2     | 5:00  |
| Поражение | Юсуп Умаров Россия                 | Раздельное решение   | Fight Star — European MMA Cup              | 26 апреля 2012 года   | 3     | 5:00  |
| Победа    | Станислав Смаглиев Россия          | Сабмишн              | Global Fight Club — GFC Challenge          | 2 июня 2013 года      | 1     | 4:42  |
| Поражение | Вартан Асатрян Россия              | Сабмишн              | Tech-Krep FC — Prime 3                     | 19 сентября 2014 года | 2     | 1:25  |
| Поражение | Ризван Абуев Россия                | KO                   | Tech-Krep FC — Battle of Heroes            | 12 декабря 2014 года  | 1     | 0:07  |
| Победа    | Йонг Жин Хванг Республика Корея    | Единогласное решение | Top FC 7 — Return to Basics                | 29 мая 2015 года      | 3     | 5:00  |
| Поражение | Хейли Алатенг Китай                | Единогласное решение | WLF — E.P.I.C.: Elevation Power in Cage 1  | 13 января 2016 года   | 3     | 5:00  |
| Поражение | Лема Дерматханов Россия            | Единогласное решение | ACB 37 — Young Eagles 9                    | 11 мая 2016 года      | 3     | 5:00  |
| Поражение | Саламбек Дамаев Франция            | Единогласное решение | WFCA 29 — Grozny Battle                    | 24 сентября 2016 года | 3     | 5:00  |
| Поражение | Джинхао Хе Китай                   | TKO                  | Glory of Heroes — Conquest of Heroes 1     | 2 декабря 2016 года   | 2     |       |
| Победа    | Хелитос дос Сантос Давила Бразилия | TKO                  | M-1 Challenge 76 — Nevzorov vs. Evloev     | 22 апреля 2017 года   | 1     | 2:39  |
| Поражение | Ик Хван Жанг Республика Корея      | TKO                  | Road FC 42 — Road Fighting Championship 42 | 22 сентября 2017 года | 2     | 4:05  |
| Поражение | Альберт Жапуев Россия              | Единогласное решение | M-1 Global — Road to M-1                   | 6 апреля 2019 года    | 3     | 5:00  |
| Поражение | Вонг Хи Жанг Республика Корея      | TKO                  | Road FC 55 — Road Fighting Championship 55 | 8 сентября 2019 года  | 1     | 4:06  |